# Михайловка (Хорошевский район)
Михайловка (укр. Михайлівка) — село на Украине, находится в Хорошевском районе Житомирской области.
Население по переписи 2001 года составляет 155 человек. Почтовый индекс — 12126. Телефонный код — 4145. Занимает площадь 5,96 км².

## Адрес местного совета
12125, Житомирская область, Хорошевский р-н, с. Зубринка, ул. Пушкина, тел.: 3-37-41